# Сакс, Николай Александрович
Николай Александрович Сакс (1 февраля 1860, Бессарабская область — 23 февраля 1918, Севастополь) — русский морской офицер, участник обороны Порт-Артура, генерал-майор по Адмиралтейству.

## Биография
Отец - Александр Акимович Сакс (1829), лютеранин, коллежский советник.
15 сентября 1875 — Воспитанник Морского училища. 1 мая 1879 — Поступил на действительную службу. 3 ноября 1878 — Унтер-офицер. 1 мая 1879 — Гардемарин.
15 мая 1879 — В составе 7-го флотского экипажа. 27 июня 1879 — В заграничном плавании на крейсере «Азия». 30 августа 1880 — Мичман. 16 октября 1880 — Минный механик по экзамену с назначением ИО механика крейсера «Азия». 9 января 1882 — Списан с корабля по болезни. 14 июня 1882 — Уволен со службы с присвоением звания лейтенанта в отставке.
25 августа 1884 — Вновь принят на службу с чином мичмана. 3 сентября 1884 — Приписан к 7-му флотскому экипажу. 12 сентября 1884 — Явился в экипаж из отставки.
9 ноября 1884 — Обязательный слушатель минного офицерского класса. 18 сентября 1886 — По окончании курса вернулся в экипаж.
29 сентября 1886 — Минный офицер 2-го разряда.
12 октября 1886 — 14 мая 1887 — Командирован в Неаполь, на международную зоологическую станцию профессора Дорпакудо.
19 мая 1887 — Прикомандирован к 8-му флотскому экипажу. 24 апреля 1888 — Лейтенант «за отличие».
26 мая 1888 — В 7-м флотском экипаже. 23 ноября 1888 — Утвержден командиром 1-й сводной роты.
10 февраля 1890 — Переведен в состав Сибирского флотского экипажа.
11 мая 1890 — Зачислен минным офицером шхуны «Алеут». 24 октября 1890 — Командир 6-й роты флотского экипажа. 1 ноября 1890 — Преподаватель школы минеров.
27 февраля 1891 — Минный офицер шхуны «Алеут».
16 октября 1891 — Отстранен от командования 6-й ротой. 5 ноября 1891 — Минный офицер канонерской лодки «Кореец».
13 ноября 1891 — Преподаватель для занятий с минерами по минному делу.  2 мая 1892 — Исполняющий обязанности военно-морского следователя Владивостокского порта.
21 мая 1892 — 10 апреля 1893 — Командир 2-й роты канонерской лодки «Кореец». 30 мая 1892 — Запасной член военно-морского суда.
26 октября 1893 — Назначен для занятий с офицерами по минному делу. 30 октября 1893 — 24 января 1894 — Член приемной портовой комиссии. 11 декабря 1894 — Минный офицер 1-го разряда.
28 января 1894 — Вахтенный начальник портового судна «Силач». 5 марта 1894 — Минный офицер транспорта «Алеут». 10-12 июня 1894 — Временный член военно-морского суда Владивостокского порта.
9 ноября 1894 — Переведен в Балтийский флот. 10 октября 1894 — Зачислен в 17-й флотский экипаж. 4 апреля 1895 — Назначен на минный крейсер «Лейтенант Ильин».
1 мая 1895 — В составе комиссии по приему паровых динамомашин на броненосном крейсере «Рюрик». 12 сентября 1895 — Минный офицер минного крейсера «Лейтенант Ильин».
27 сентября 1895 — Учитель в классе минеров с прикомандированием к 8-му флотскому экипажу. 22 марта 1896 — Командир миноносца № 124 в составе учебно-минного отряда.
27 сентября 1896 — Учитель класса минеров в составе минной школы с прикомандированием к 8-му флотскому экипажу. 13 ноября 1897 — Ротный командир в команде миноносцев с переводом в 17-й флотский экипаж.
10 января 1898 — Минный офицер эскадренного броненосца «Петропавловск». 14 августа 1898 — 15 января 1901 — Командир портового судна «Силач».
6 декабря 1901 — Капитан 2-го ранга. Старший офицер мореходной канонерской лодки «Гиляк». 14 сентября 1902 — Отчислен по болезни.
12 октября 1902 — Временно исполняющий обязанности командира эсминца «Беспощадный». 2 февраля — 19 декабря 1903 — Старший офицер канонерской лодки «Гиляк».
6 декабря 1903 — Командир эсминца «Расторопный».

### Русско-японская война
4 февраля 1904 — Зачислен в распоряжение командира крепости Порт-Артур. 21 февраля — 1 июня 1904 — Заведующий охраной боевых запасов эскадры Тихого океана в Минном городке.
11 марта 1904 — Временно исполняющий обязанности командира транспорта «Ермак». 26 апреля — 1 июня 1904 — Назначен заведующим установкой электрических прожекторов на укреплениях сухопутного фронта крепости Порт-Артур. 1 июня — 20 декабря 1904 — Заведующий внешней обороной рейда и боновыми заграждениями с отчислением от предыдущей должности.
Октябрь 1904 — Под огнём неприятеля установил боновые заграждения для канонерской лодки «Отважный». Ноябрь 1904 — Установил боновые заграждения для эскадренного броненосца «Севастополь». 20 декабря 1904 — 15 января 1905 — В японском плену.
3 марта 1905 — Переведен в 17-й флотский экипаж Балтийского флота.
11 апреля 1905 — Переведен в Черноморский флот зачислением в 31-й флотский экипаж. 13 июня 1905 — Запасной член военно-морского суда крепости Севастополь. 25 февраля 1906 — Заведующий школой судовых содержателей. 25 апреля 1906 — Член приемной комиссии Севастопольского порта. 12 сентября 1906 — Зачислен в состав 1-го сводного флотского экипажа.
25 сентября 1906 — 31 октября 1907 — Заведующий школой судовых содержателей. 25 сентября 1906 — Член приемной комиссии Севастопольского порта. 14 октября 1907 — Член военно-морского суда «для разбора дела о ноябрьских беспорядках 1905 года».
17 марта — 20 мая 1907 — Председатель комиссии по проверке имущества 3-го сорта в экипажных магазинах Владивостокского порта. 22 августа 1907 — Исполняющий должность помощника командира 19-го флотского экипажа. 12 мая — 14 июля 1908 — На лечении «водами, грязями и кумысом» в Самарской губернии.
1 августа 1908 — Исполняющий должность помощника командующего Черноморским флотским экипажем по строевой части. 6 декабря 1908 — Капитан 1-го ранга.
1910 — Уволен из состава флота с присвоением звания генерал-майора по Адмиралтейству.
23 февраля 1918 года убит на собственной даче вместе со всей своей семьёй (женой Л. Н. Сакс, дочерью Ольгой (21 года) и сыном Николаем (15 лет)) во время так называемых «варфоломеевских ночей».

## Отличия
- Орден Святого Станислава III степени (5.4.1892)
- Орден Святой Анны III степени (6.12.1895)
- Серебряная медаль в память царствования императора Александра Третьего (21.3.1896)
- Светло-бронзовая медаль за участие в Китайском походе 1900—1901 годов (11.1901)
- Орден Святого Владимира 4-й степени(13.12.1904) «за 20 успешно проведенных компаний»
- Орден Святой Анны II степени с мечами (12.12.1905)
- Серебряная медаль в память о войне 1904—1905 годов (10.2.1906)

## Семья
Был женат на дочери отставного полковника Лидии Николаевне Речинской. Дети: Ольга (12.11.1896). Николай (13.6.1902).